# Leonard Pulchny

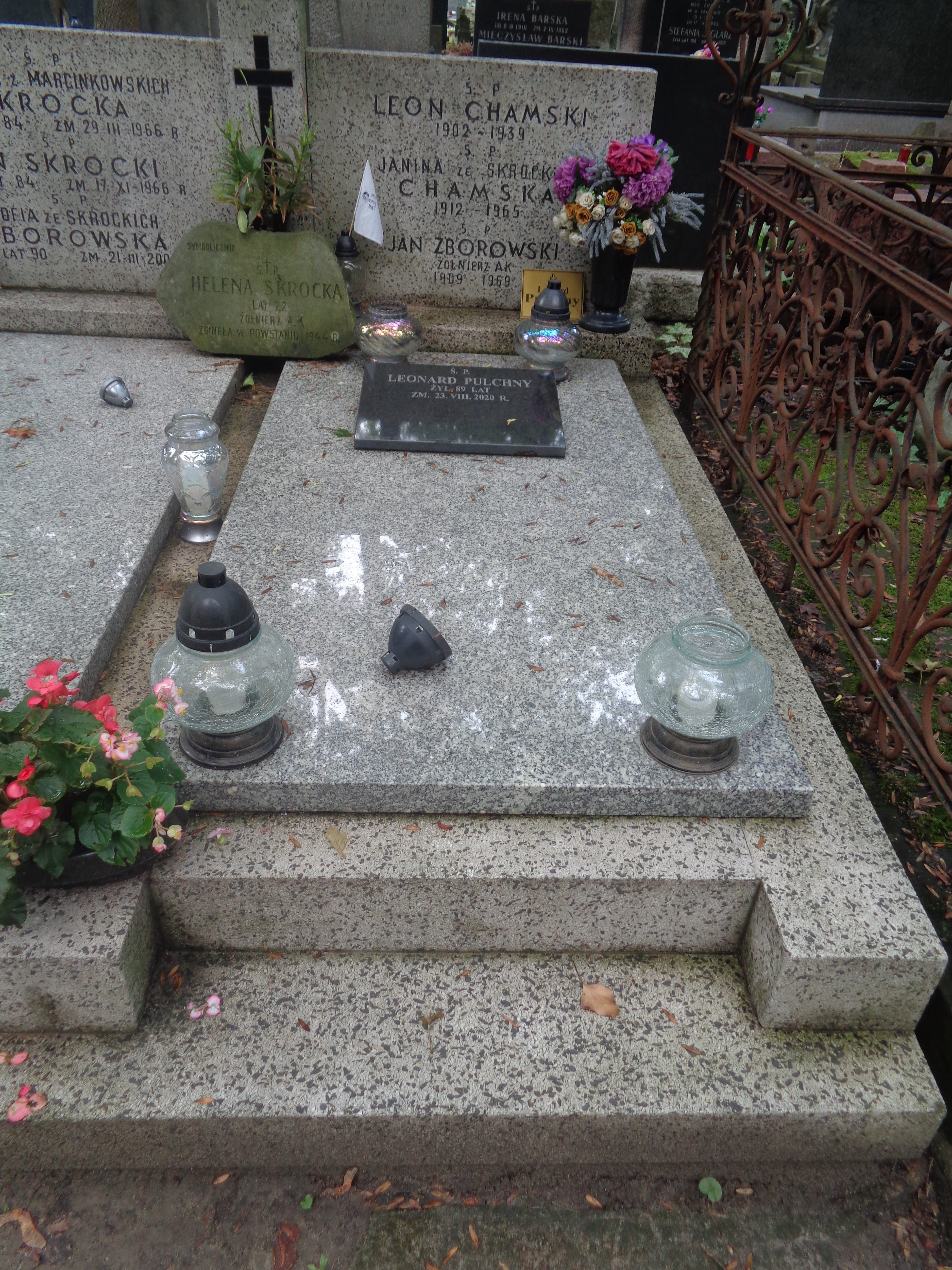
Grób Leonarda Pulchnego na cmentarzu Powązkowskim w Warszawie.

Leonard Pulchny (ur. 17 grudnia 1930 w Głogoczowie, zm. 23 sierpnia 2020 w Warszawie) – polski reżyser i scenarzysta filmów animowanych i dokumentalnych.

## Życiorys
Absolwent Wyższej Szkoły Rzemiosła Artystycznego w Pradze. Laureat „Złotej Muszli” w kategorii krótkiego metrażu na Międzynarodowym Festiwalu Filmowym w San Sebastian.

## Wybrana filmografia
- 1970: Dziwne przygody Koziołka Matołka (odc. Zatopiona fregata) - reżyseria, scenografia
- 1969: Dziwne przygody Koziołka Matołka (odc. Regaty) - reżyseria, scenografia
- 1965: Skrzydła - reżyseria, opracowanie plastyczne
- 1964: Baśnie i waśnie (odc. Odwiedziny, Zwycięstwo) - reżyseria, opracowanie plastyczne
- 1963: Na tropie (odc. Dziwny przypadek) - reżyseria, opracowanie plastyczne
- 1958: Koziołek Matołek contra Krwawy Joe - scenariusz, reżyseria

## Nagrody
- 1976: I nagroda Ogólnopolskiego Przeglądu Filmów Krótkometrażowych o tematyce społeczności za Wartości odżywcze warzyw i owoców
- 1972: I nagroda Ogólnopolskiego Przeglądu Filmów Reklamowych i Informacyjno-Propagandowych za Mała kostka
- 1966: „Złota Muszla” na Międzynarodowym Festiwalu Filmowym w San Sebastian w kategorii krótkiego metrażu za Skrzydła